# Carex balansae
Carex balansae är en halvgräsart som beskrevs av Adrien René Franchet. Carex balansae ingår i släktet starrar, och familjen halvgräs.
Artens utbredningsområde är Vietnam. Inga underarter finns listade i Catalogue of Life.